# Marc Dutroux
Marc Paul Alain Dutroux (Ixelles, 1956. november 6. –) elítélt belga gyermekgyilkos. 

## Élete
1960-ig a családjával együtt Belga Kongóban élt. Szülei válása után 16 évesen hagyta el otthonát és prostituált magát.
20 évesen, 1976-ban feleségül vette első feleségét. 1983-ban elváltak. 
A férfit és feleségét 1989-ben letartóztatták 5 fiatal lány elrablásáért és bántalmazásáért. A legfiatalabb áldozat 11 éves volt. Végül 1996-ban emeltek vádat ellene 6 lány bántalmazásáért, akik közül négyen életüket vesztették. A média által nagy figyelemmel kísért tárgyalás 2004-ben zajlott. 
A rendőrség egyes szubjektív vélemények szerint több baklövést is elkövetett a nyomozás közben, sok alkalommal elkaphatták volna őt, ám a rendőrök érthetetlen döntéseket hoztak. A belga társadalom azzal vádolta a szervet, hogy szándékosan fedezték a bűnözőt.